# Amblyops antarctica
Amblyops antarctica är en kräftdjursart som beskrevs av O. Tattersall 1955. Amblyops antarctica ingår i släktet Amblyops och familjen Mysidae. Inga underarter finns listade i Catalogue of Life.